# Linnestorp

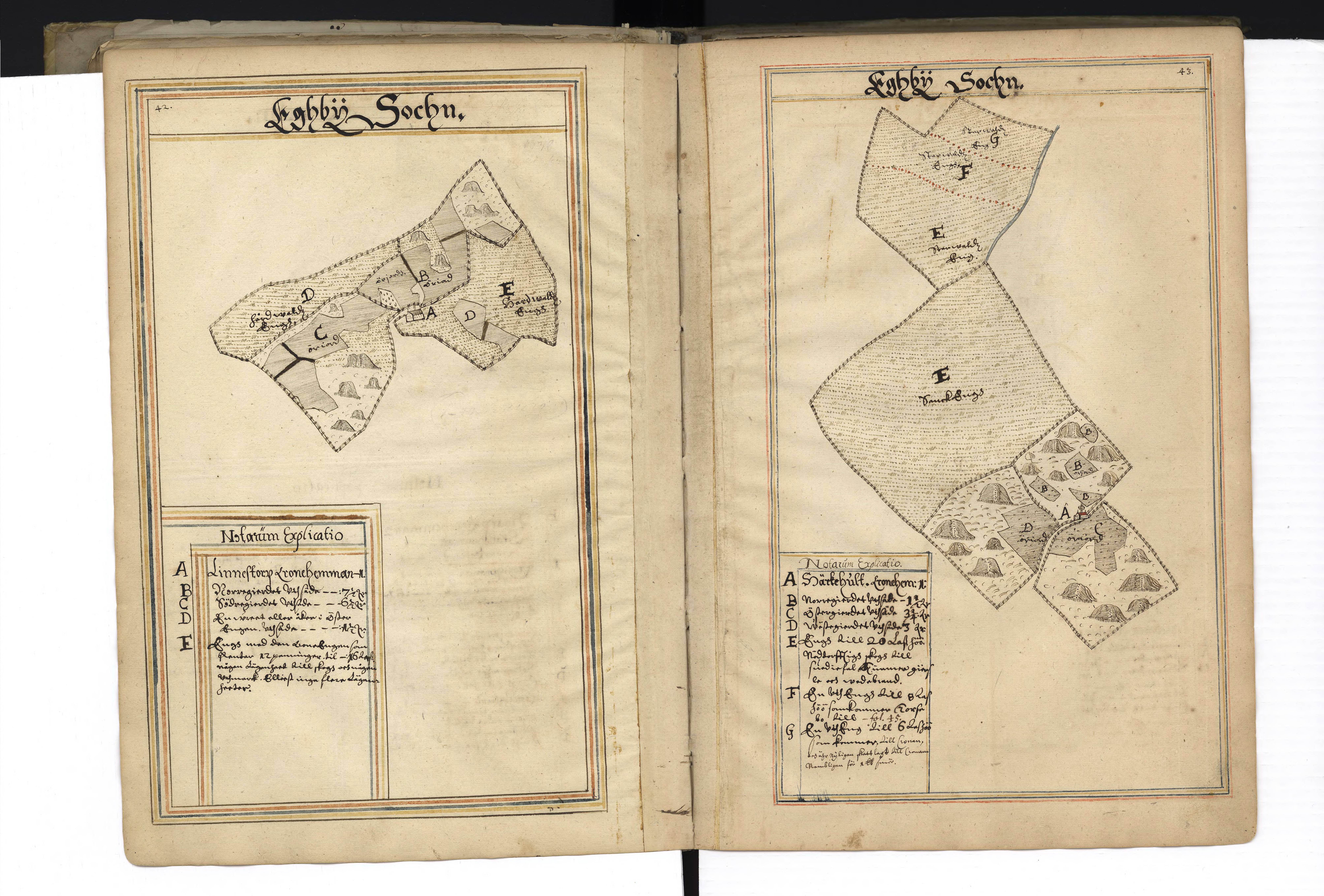
Linnestorp i Ekeby socken, år 1638.

Linnestorp även kallad Lindstorp, är en gård från åtminstone 1600-talet i Ekeby socken, Boxholms kommun. 

## Historik
Linnestorp är en gård från åtminstone 1638 i Ekeby socken, Boxholms kommun som bestod av 1⁄2 kronohemman. Gården köptes 1930 av Simon Valfrid Johansson.

## Byggnader
Den nuvarande huvudbyggnaden uppfördes omkring 1860 samt ombyggdes och renoverades 1934. En loge och ladugård byggdes 1930.

### Backstugor och torp
På gården har det även funnits ett flertal torp och backstugor vid namn Smygin och Skäggfällan. Torpmärkningar utfördes på Smygin och Skäggfällan 1987.